# Bulgarien i olympiska vinterspelen 1976
Bulgarien deltog med 29 deltagare vid de olympiska vinterspelen 1976 i Innsbruck. Ingen av landets deltagare erövrade någon medalj.